# شريسهايم
شريزهايم (بالألمانية: Schriesheim) هي مدينة وبلدة ألمانية تقع في ألمانيا في بادن-فورتمبيرغ. يقدر عدد سكانها بـ 14,631 نسمة .